# 1836 aux échecs
| Années des échecs : 1833 - 1834 - 1835 - 1836 - 1837 - 1838 - 1839    |
| Décennies des échecs : 1800 - 1810 - 1820 - 1830 - 1840 - 1850 - 1860 |

Cet article présente les faits marquants de l'année 1836 aux échecs.

## Divers
- Première publication du  Palamède, journal échiquéen dirigé par Charles de La Bourdonnais[1]. À l'époque, le héros mythique Palamède était réputé être l'inventeur grec du jeu d'échecs[2].
- En avril 1836, Edgar Allan Poe (1809-1849) rédige un essai de 43 pages dans The Southern Literary Messenger sur la façon dont le Turc mécanique fonctionne, intitulé Maelzel's Chess-Player (le joueur d'échecs de Maezel).

## Naissances
- 14 mai : Wilhelm Steinitz, premier champion du monde officiel des échecs[1].